# Roeselia denticulata
Roeselia denticulata är en fjärilsart som beskrevs av Moore 1888. Roeselia denticulata ingår i släktet Roeselia och familjen trågspinnare. Inga underarter finns listade.